# Святополк (князь Ободрицької держави)
Святополк, Свентіполк, Святоплук або Звентіболд (*д/н — 1129) — верховний князь Ободрицької держави у 1127—1129 роках. Останній представник династії Наконідів на троні.

## Життєпис
Був молодшим сином Генріха I, верховного князя Ободрицької держави, та Славіни. Після смерті батька у 1127 році розпочав боротьбу з братом Канутом. Із самого початку розпочалася війна з братом за владу в держави, що призвело до послаблення моці ободритів. Доволі швидко скинули  владу ободрицьких князів племена дінонів, брежан, главолян, а плем'я стодорян перестало сплачувати данину. За цих умов відбулося тимчасово замир'я Свентіполка з Канутом. Після вбивства останнього у 1128 році, Свентіполк став одноосібним володарем.
Утім, якщо сакси-нордальбінги, що перебували у володіннях Свентіполка, підкорилися йому добровільно, то рарогів-бодричів йому довелося підкорювати за допомогою васальних саксів. У 1128 році Свентіполк у союзі з Адольфом I Шауенбургом, графом Гольштейна, що привів племена гользатів і штурмарнів, розпочав похід у землю ободритів і обложив місто Вурла. Коли місто перейшло в його владу, Святополк вирушив далі, у місто хижан на місці теперішнього Кессіна, і облягав його протягом 5 тижнів. У результаті Свентіполк підкорив усі північні племена племінного союзу лютичів.
У подальшому перебував у місті Любіца (Старий Любек), де його вбив 1129 року данець Дазо. Незабаром було вбито його сина Звініке або Звенько, ймовірно за намовою Кнуда Лаварда, який як родич династії Наконідів претендував на трон Ободрицької держави. У результаті династія Наконідів припинила своє існування.